# Ash-shab yurid isqat an-nizam

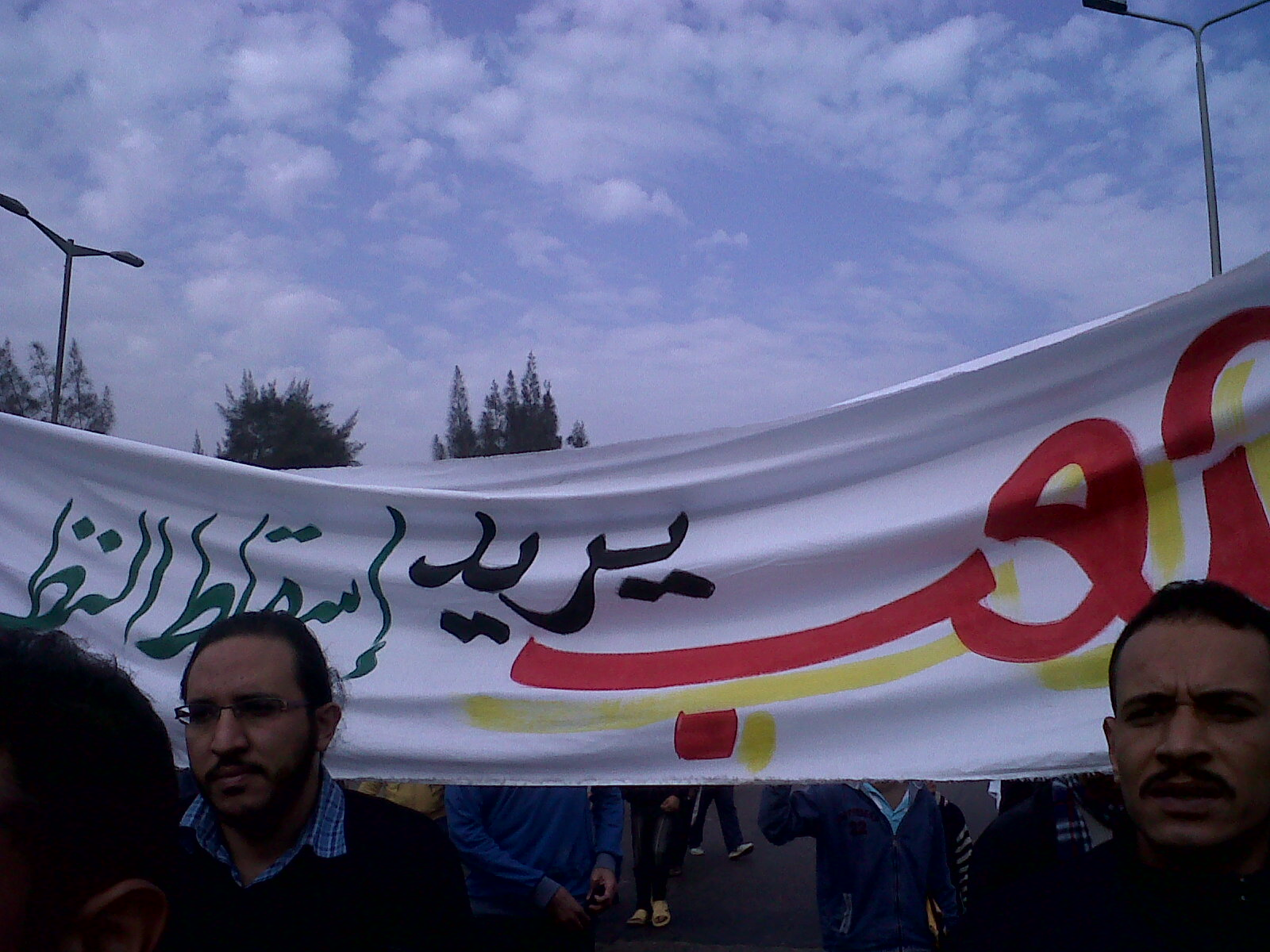
La frase en una pancarta durante las protestas en El Cairo (2011)

Ash-Shab yurīd isqāṭ an-Nizam (en árabe: الشعب يريد إسقاط النظام pronunciado [æʃʃaʕb juri ː d ʔɪsqɑ ː t ˤ ˌ ænnið ˤ ɑ ː m], "el pueblo quiere derrocar al régimen") es un lema político asociado a la primavera Árabe. El lema surgió por primera vez durante la Revolución tunecina. El canto resonó en la Avenida Habib Bourguiba en la ciudad de Túnez, capital de la República Tunecina, durante semanas. El lema también fue utilizado con frecuencia durante la Revolución egipcia de 2011, que dio fin al régimen de Hosni Mubarak. Fue la consigna más frecuente, tanto en el grafiti como en los cantos en los mítines, durante la revolución en Egipto.

## Evolución del lema

Mapa de la primavera Árabe
Caída del gobierno
Conflicto armado
Protestas/cambios en el gobierno
Protestas mayores
Protestas menores
Protestas en países islámicos fuera del Mundo Árabe

El lema se planteó en las protestas de Baréin. Ash-shaʻb yurīd isqāṭ an-niẓām también se utilizó con frecuencia en la Revolución yemení, además de los mítines por todo el país de Libia durante la revuelta de principios de 2011.
En marzo de 2011, un grupo de menores fueron arrestados en Daraa, en el sur de Siria, tras haber escrito en grafiti ash-shaʻb yurīd isqāṭ an-niẓām. Sus detenciones provocaron el levantamiento en Siria. El lema también se utilizó con frecuencia en Sudán durante sus protestas.
En Jordania, durante las protestas de 2011 y 2012, un grupo de jóvenes llamado 24 de marzo utilizó el lema de ash-shaʻb yurīd islah an-niẓām ("el pueblo quiere reformar el sistema"). Sin embargo, el lema fue modificado a ash-shaʻb yurīd isqāṭ an-niẓām, en noviembre de 2012, cuando el gobierno encareció el precio del combustible.
En el Líbano el lema ha sido utilizado en sus protestas de 2011 contra el sistema político sectario del país. En las protestas libanesas, el término an-niẓām ("el régimen") hace referencia al orden político sectario como tal y no a su gobierno.
En Palestina, una variación de la consigna, ash-shaʻb yurīd inhāʼ al-inqisām (en árabe: الشعب يريد إنهاء الانقسام, "el pueblo quiere la división hasta el final"), surgieron en sus protestas reclamando a las dos principales facciones de Fatah y Hamás el asentamiento de sus diferencias.

## Parodias y otros usos

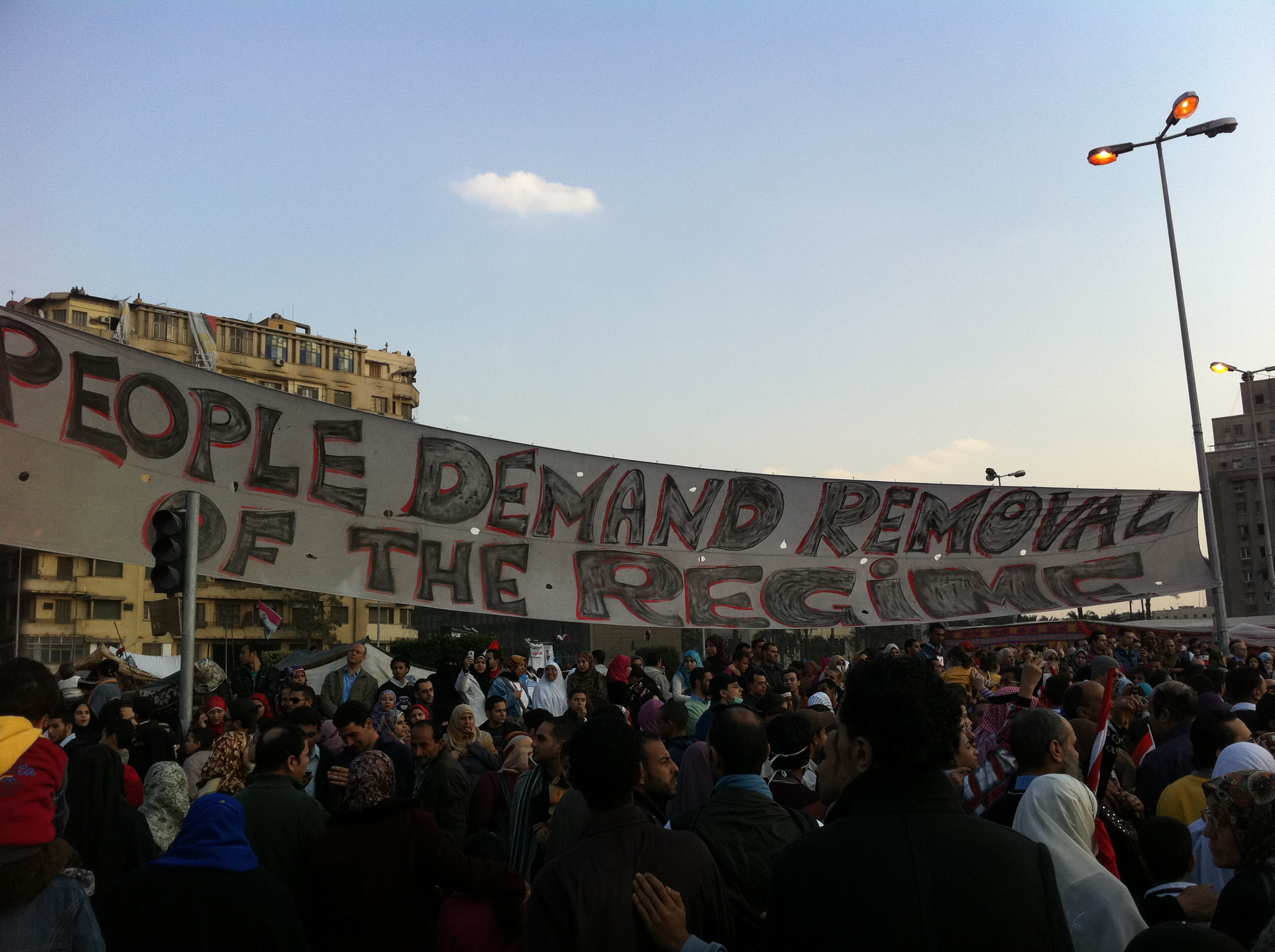
El lema en su versión inglesa, en la plaza Tahrir, de El Cairo, Egipto.

Una parodia del lema ha sido utilizada por los partidarios de Bashar al-Assad en Siria como ash-shaʻb yurīd Bashār al-Asad. (en árabe: الشعب يريد بشار الاسد "el pueblo quiere a Bashar al-Assad").
Otra parodia del lema ha sido utilizada por los leales del rey Hamad bin Isa Al Jalifa de Baréin como ash-shaʻb yurīd isqāṭ al-Wifāq ("el pueblo quiere derrocar a al-Wefaq"), en referencia al principal partido de la oposición de Baréin, Al-Wefaq.
Islamistas sirios se han apropiado del lema para sus propios fines, alterándolo como "el pueblo quiere la declaración de la Jihad" (ash-sha’ab yurīd i’lān al-Jihād), así como "La Ummah quiere un califato islámico" (al-Ummah turīd khilāfah islāmiyyah).
En Egipto, los simpatizantes de Hosni Mubarak, dado que el gobierno militar aceptó solo parcialmente las demandas de los revolucionarios, algunos manifestantes comenzaron a utilizar una versión algo diferente de la consigna: "el pueblo quiere derrocar al mariscal de campo", en referencia al mariscal de campo Mohamed Hussein Tantawi, el presidente del Consejo Supremo de las Fuerzas Armadas.